# Retour aux sources (émission de télévision)
Pour les articles homonymes, voir Retour aux sources.
Retour aux sources est une émission de télévision française d'investigation diffusée sur France 2 depuis le 1er septembre 2010. Produite par Arnaud Poivre d'Arvor, il en est le présentateur en 2010. Depuis 2016, c'est Marie Drucker qui la présente. Le rédacteur en chef est Pascal Petit, depuis le retour de l'émission en 2016.
Cette émission est une série de documentaires qui permet à une personnalité de découvrir son arbre généalogique au cours d'une enquête. Elle est adaptée du format anglais de la BBC, elle-même adaptée aux États-Unis sous le même titre Who Do You Think You Are? et diffusée sur NBC.
Depuis 2010, les recherches familiales sont assurées par le généalogiste Pierre-Valéry Archassal.

## Émissions
- 1er septembre 2010 : Vincent Perez et Clémentine Célarié[2]
- 28 juin 2016 : François Berléand[3]
- 13 juin 2017 : Sonia Rolland[4]
- 20 juin 2017 : Barbara Schulz[4]
- 29 mai 2018 : Franck Dubosc[5]